# المرادع (السياني)

تعديل مصدري - تعديل

المرادع محلة تابعة لقرية العبرة، التابعة لعزلة هدفان بمديرية السياني إحدى مديريات محافظة إب في الجمهورية اليمنية، بلغ تعداد سكانها 55 حسب تعداد اليمن لعام 2004.